# Bolívar (calciatore)
Bolívar, pseudonimo di Fabian Guedes (Santa Cruz do Sul, 16 agosto 1980), è un allenatore di calcio ed ex calciatore brasiliano, di ruolo difensore.

## Carriera

### Club
Durante la sua carriera ha giocato con varie squadre di club, tra cui l'Internacional, in cui ha giocato per la prima volta nel 2003.

## Palmarès

### Club

#### Competizioni nazionali
- Campionato Gaúcho: 7

Gremio: 2001
Internacional: 2003, 2004, 2005, 2009, 2011, 2012
- Coppa del Brasile: 1

Gremio: 2001
- Coppa Libertadores: 2

Internacional: 2006, 2010
- Copa Sudamericana: 1

Internacional: 2008
- Coppa Suruga Bank: 1

Internacional: 2009
- Recopa Sudamericana: 1

Internacional: 2011